# Astérix (műhold)
Az Astérix–1 (eredeti neve: A–1) az első francia műhold. Az Astérix-1 fellövésével Franciaország a Szovjetuniót és az Amerikai Egyesült Államokat követve harmadik államként vált saját hordozórakétával is rendelkező űrhatalommá.

## Küldetése
Az űreszköz feladata a hordozórakéta tesztadatainak rögzítése, illetve a telemetria biztosítása volt. Franciaország ezzel a Szovjetunió, az Egyesült Államok, Egyesült Királyság, Kanada és Olaszország után a hatodik ország lett, amely műholdat állított pályára; a Szovjetunió és az Amerikai Egyesült Államok után a harmadik, amely ezt saját fejlesztésű hordozórakétával valósította meg.

## Jellemzői
Gyártotta a SEREB (Société pour l'étude et la réalisation d'engins balistiques) és a Matra, üzemeltette a Francia Űrügynökség (CNES).
Megnevezései: Astérix–1; Armées (A–1); COSPAR: 1965-096A; USAF kódszáma: 1778.
1965. november 26-án a Hammaguiri (Algéria) Centre interarmées d'essais d'engins spéciaux katonai kísérleti telepről a Diamant–A hordozórakétával juttatták magas Föld körüli pályára. Az orbitális egység pályája 108,6 perces, 34,3° inklinációjú, elliptikus pálya, perigeuma 527 kilométer, az apogeuma 1697 kilométer volt.
Az Astérix–1 magassága 54, legnagyobb átmérője 55 centiméter, tömege 42 kilogramm. A rádió technikai okok miatt nem biztosított kapcsolatot, de az amerikai felderítő rendszer adatai szerint sikeresen végezte pályaprogramját. Energiaellátását akkumulátorok biztosították. Tervezett szolgálati ideje 2 nap volt. Magas pályája miatt a légkörbe történő belépése csak évszázadok múlva várható.